# Tony Award de Melhor Ator Coadjuvante em Musical
O prêmio de melhor Atuação de Ator Coadjuvante em  Musical  existe desde o ano de 1947, entrementes os nomeados não vencedores só passaram a ser publicizados quase dez anos depois, em 1956 .

## Vencedores e indicados

### 1940
| Ano                  | Ator             | Musical | Personagem |
| -------------------- | ---------------- | ------- | ---------- |
| 1947 1.º Tony Awards |                  |         |            |
| David Wayne          | Finian's Rainbow | Og      |            |
| 1948 – 1949          | —                | —       | —          |

### 1950
| Ano                   | Ator                           | Musical                    | Personagem |
| --------------------- | ------------------------------ | -------------------------- | ---------- |
| 1950 4.º Tony Awards  |                                |                            |            |
| Myron McCormick       | South Pacific                  | Luther Billis              |            |
| 1951 5.º Tony Awards  |                                |                            |            |
| Russell Nype          | Call Me Madam                  | Kenneth Gibson             |            |
| 1952 6.º Tony Awards  |                                |                            |            |
| Yul Brynner           | The King and I                 | Mongkut                    |            |
| 1953 7.º Tony Awards  |                                |                            |            |
| Hiram Sherman         | Two's Company                  | Vários personagens         |            |
| 1954 8.º Tony Awards  |                                |                            |            |
| Harry Belafonte       | John Murray Anderson's Almanac | Vários Personagens         |            |
| 1955 9.º Tony Awards  |                                |                            |            |
| Cyril Ritchard        | Peter Pan                      | Captain Hook / Mr. Darling |            |
| 1956 10.º Tony Awards |                                |                            |            |
| Russ Brown            | Damn Yankees                   | Benny Van Buren            |            |
| Mike Kellin           | Pipe Dream                     | Hazel                      |            |
| Will Mahoney          | Finian's Rainbow               | Finian McLonergan          |            |
| Scott Merrill         | The Threepenny Opera           | Macheath                   |            |
| 1957 11.º Tony Awards |                                |                            |            |
| Sydney Chaplin        | Bells Are Ringing              | Jeff Moss                  |            |
| Robert Coote          | My Fair Lady                   | Coronel Pickering          |            |
| Stanley Holloway      | My Fair Lady                   | Alfred P. Doolittle        |            |
| 1958 12.º Tony Awards |                                |                            |            |
| David Burns           | The Music Man                  | Mayor Shinn                |            |
| Ossie Davis           | Jamaica                        | Cicero                     |            |
| Cameron Prud'Homme    | New Girl in Town               | Chris                      |            |
| Iggie Wolfington      | The Music Man                  | Marcellus Washburn         |            |
| 1959 13.º Tony Awards |                                |                            |            |
| Russell Nype          | Goldilocks                     | George Randolph Brown      |            |
| Leonard Stone (tie)   | Redhead                        | George Poppett             |            |

### 1960
| Ano                   | Ator                                             | Musical                  | Personagem |
| --------------------- | ------------------------------------------------ | ------------------------ | ---------- |
| 1960 14.º Tony Awards |                                                  |                          |            |
| Tom Bosley            | Fiorello!                                        | Fiorello La Guardia      |            |
| Theodore Bikel        | The Sound of Music                               | Georg von Trapp          |            |
| Howard Da Silva       | Fiorello!                                        | Ben Marino               |            |
| Kurt Kasznar          | The Sound of Music                               | Max Detweiler            |            |
| Jack Klugman          | Gypsy                                            | Herbie                   |            |
| 1961 15.º Tony Awards |                                                  |                          |            |
| Dick Van Dyke         | Bye Bye Birdie                                   | Albert Peterson          |            |
| Dick Gautier          | Bye Bye Birdie                                   | Conrad Birdie            |            |
| Ron Husmann           | Tenderloin                                       | Tommy                    |            |
| Clive Revill          | Irma La Douce                                    | Bob-Le-Hotu              |            |
| 1962 16.º Tony Awards |                                                  |                          |            |
| Charles Nelson Reilly | How to Succeed in Business Without Really Trying | Bud Frump                |            |
| Orson Bean            | Subways Are For Sleeping                         | Charlie Smith            |            |
| Severn Darden         | From the Second City                             |                          |            |
| Pierre Olaf           | Carnival                                         | Jacquot                  |            |
| 1963 17.º Tony Awards |                                                  |                          |            |
| David Burns           | A Funny Thing Happened on the Way to the Forum   | Senex                    |            |
| Jack Gilford          | A Funny Thing Happened on the Way to the Forum   | Hysterium                |            |
| Davy Jones            | Oliver!                                          | Artful Dodger            |            |
| Swen Swenson          | Little Me                                        | George Musgrove          |            |
| 1964 18.º Tony Awards |                                                  |                          |            |
| Jack Cassidy          | She Loves Me                                     | Stephen Kodaly           |            |
| Will Geer             | 110 in the Shade                                 | H. C. Curry              |            |
| Danny Meehan          | Funny Girl                                       | Eddie Ryan               |            |
| Charles Nelson Reilly | Hello, Dolly!                                    | Cornelius Hackl          |            |
| 1965 19.º Tony Awards |                                                  |                          |            |
| Victor Spinetti       | Oh, What a Lovely War!                           | Vários Personagens       |            |
| Jack Cassidy          | Fade Out – Fade In                               | Bryon Prong              |            |
| James Grout           | Half a Sixpence                                  | Chitterlow               |            |
| Jerry Orbach          | Guys and Dolls                                   | Sky Masterson            |            |
| 1966 20.º Tony Awards |                                                  |                          |            |
| Frankie Michaels      | Mame                                             | Patrick Dennis           |            |
| Roy Castle            | Pickwick                                         | Sam Weller               |            |
| John McMartin         | Sweet Charity                                    | Oscar                    |            |
| Michael O'Sullivan    | It's a Bird...It's a Plane...It's Superman       | Dr. Abner Sedgwick       |            |
| 1967 21.º Tony Awards |                                                  |                          |            |
| Joel Grey             | Cabaret                                          | The Master of Ceremonies |            |
| Leon Bibb             | A Hand is on the Gate                            | Performer                |            |
| Gordon Dilworth       | Walking Happy                                    | Tubby Wadlow             |            |
| Edward Winter         | Cabaret                                          | Ernst Ludwig             |            |
| 1968 22.º Tony Awards |                                                  |                          |            |
| Hiram Sherman         | How Now, Dow Jones                               | Wingate                  |            |
| Scott Jacoby          | Golden Rainbow                                   | Ally                     |            |
| Nikos Kourkoulos      | Illya Darling                                    | Tonio                    |            |
| Michael Rupert        | The Happy Time                                   | Bibi Bonnard             |            |
| 1969 23.º Tony Awards |                                                  |                          |            |
| Ron Holgate           | 1776                                             | Richard Henry Lee        |            |
| William Daniels       | 1776                                             | John Adams               |            |
| Larry Haines          | Promises, Promises                               | Dr. Dreyfuss             |            |
| Edward Winter         | Promises, Promises                               | J.D. Sheldrake           |            |

### 1970
| Ano                   | Ator                                           | Musical                              | Personagem |
| --------------------- | ---------------------------------------------- | ------------------------------------ | ---------- |
| 1970 24.º Tony Awards |                                                |                                      |            |
| René Auberjonois      | Coco                                           | Sebastian Baye                       |            |
| Brandon Maggart       | Applause                                       | Buzz Richards                        |            |
| George Rose           | Coco                                           | Louis Greff                          |            |
| 1971 25.º Tony Awards |                                                |                                      |            |
| Keene Curtis          | The Rothschilds                                | Vários Personagens                   |            |
| Charles Kimbrough     | Company                                        | Harry                                |            |
| Walter Willison       | Two by Two                                     | Japheth                              |            |
| 1972 26.º Tony Awards |                                                |                                      |            |
| Larry Blyden          | A Funny Thing Happened on the Way to the Forum | Hysterium                            |            |
| Timothy Meyers        | Grease                                         | Kenickie                             |            |
| Gene Nelson           | Follies                                        | Buddy Plummer                        |            |
| Ben Vereen            | Jesus Christ Superstar                         | Judas Iscariote                      |            |
| 1973 27.º Tony Awards |                                                |                                      |            |
| George S. Irving      | Irene                                          | Madame Lucy                          |            |
| Laurence Guittard     | A Little Night Music                           | Count Carl-Magnus Malcolm            |            |
| Avon Long             | Don't Play Us Cheap                            | David                                |            |
| Gilbert Price         | Lost in the Stars                              | Absalom Kumalo                       |            |
| 1974 28.º Tony Awards |                                                |                                      |            |
| Tommy Tune            | Seesaw                                         | David                                |            |
| Mark Baker            | Candide                                        | Candide                              |            |
| Ralph Carter          | Raisin                                         | Travis Younger                       |            |
| 1975 29.º Tony Awards |                                                |                                      |            |
| Ted Ross              | The Wiz                                        | Cowardly Lion                        |            |
| Tom Aldredge          | Where's Charley?                               | Mr. Spettigue                        |            |
| John Bottoms          | Dance with Me                                  | Jimmy Dick II                        |            |
| Doug Henning          | The Magic Show                                 | Doug                                 |            |
| Gilbert Price         | The Night That Made America Famous             | Performer                            |            |
| Richard B. Shull      | Goodtime Charley                               | Minguet                              |            |
| 1976 30.º Tony Awards |                                                |                                      |            |
| Sammy Williams        | A Chorus Line                                  | Paul                                 |            |
| Robert LuPone         | A Chorus Line                                  | Zach                                 |            |
| Charles Repole        | Very Good Eddie                                | Mr. Eddie Kettle                     |            |
| Isao Sato             | Pacific Overtures                              | Kayama                               |            |
| 1977 31.º Tony Awards |                                                |                                      |            |
| Lenny Baker           | I Love My Wife                                 | Alvin                                |            |
| David Kernan          | Side by Side by Sondheim                       |                                      |            |
| Ned Sherrin           | Side by Side by Sondheim                       |                                      |            |
| Larry Marshall        | Porgy and Bess                                 | Sportin' Life                        |            |
| 1978 32.º Tony Awards |                                                |                                      |            |
| Kevin Kline           | On the Twentieth Century                       | Bruce Granit                         |            |
| Steven Boockvor       | Working                                        | John Fortune / Marco Camerone        |            |
| Wayne Cilento         | Dancin'                                        | Performer                            |            |
| Rex Everhart          | Working                                        | Herb Rosen / Booker Page             |            |
| 1979 33.º Tony Awards |                                                |                                      |            |
| Henderson Forsythe    | The Best Little Whorehouse in Texas            | Sheriff Ed Earl Dodd                 |            |
| Richard Cox           | Platinum                                       | Dan Danger                           |            |
| Gregory Hines         | Eubie!                                         |                                      |            |
| Ronald Holgate        | The Grand Tour                                 | Colonel Tadeusz Boleslav Stjerbinsky |            |

### 1980
| Ano                   | Ator                                         | Musical                                  | Personagem |
| --------------------- | -------------------------------------------- | ---------------------------------------- | ---------- |
| 1980 34.º Tony Awards |                                              |                                          |            |
| Mandy Patinkin        | Evita                                        | Che                                      |            |
| David Garrison        | A Day in Hollywood/A Night in the Ukraine    | Serge B. Samovar                         |            |
| Harry Groener         | Oklahoma!                                    | Will Parker                              |            |
| Bob Gunton            | Evita                                        | Juan Perón                               |            |
| 1981 35.º Tony Awards |                                              |                                          |            |
| Hinton Battle         | Sophisticated Ladies                         | Vários Personagens                       |            |
| Tony Azito            | The Pirates of Penzance                      | Sergeant of Police                       |            |
| Lee Roy Reams         | 42nd Street                                  | Billy Lawlor                             |            |
| Paxton Whitehead      | Camelot                                      | Pellinore                                |            |
| 1982 36.º Tony Awards |                                              |                                          |            |
| Cleavant Derricks     | Dreamgirls                                   | James "Thunder" Early                    |            |
| Obba Babatundé        | Dreamgirls                                   | C.C. White                               |            |
| David Alan Grier      | The First                                    | Jackie Robinson                          |            |
| Bill Hutton           | Joseph and the Amazing Technicolor Dreamcoat | Joseph                                   |            |
| 1983 37.º Tony Awards |                                              |                                          |            |
| Charles Coles         | My One and Only                              | Mr. Magix                                |            |
| Harry Groener         | Cats                                         | Munkustrap                               |            |
| Stephen Hanan         | Cats                                         | Bustopher Jones / Asparagus / Growltiger |            |
| Lara Teeter           | On Your Toes                                 | Junior                                   |            |
| 1984 38.º Tony Awards |                                              |                                          |            |
| Hinton Battle         | The Tap Dance Kid                            | Dipsey                                   |            |
| Stephen Geoffreys     | The Human Comedy                             | Homer                                    |            |
| Todd Graff            | Baby                                         | Danny                                    |            |
| Samuel E. Wright      | The Tap Dance Kid                            | William                                  |            |
| 1985 39.º Tony Awards |                                              |                                          |            |
| Ron Richardson        | Big River                                    | Jim                                      |            |
| René Auberjonois      | Big River                                    | The Duke                                 |            |
| Daniel Jenkins        | Big River                                    | Huckleberry Finn                         |            |
| Kurt Knudson          | Take Me Along                                | Sid Davis                                |            |
| 1986 40.º Tony Awards |                                              |                                          |            |
| Michael Rupert        | Sweet Charity                                | Oscar                                    |            |
| Christopher d'Amboise | Song and Dance                               | Joe                                      |            |
| John Herrera          | The Mystery of Edwin Drood                   | Neville Landless / Mr. Victor Grinstead  |            |
| Howard McGillin       | The Mystery of Edwin Drood                   | John Jasper / Mr. Clive Paget            |            |
| 1987 41.º Tony Awards |                                              |                                          |            |
| Michael Maguire       | Les Misérables                               | Enjolras                                 |            |
| George S. Irving      | Me and My Girl                               | Sir John Tremayne                        |            |
| Timothy Jerome        | Me and My Girl                               | Herbert Parchester                       |            |
| Robert Torti          | Starlight Express                            | Greaseball                               |            |
| 1988 42.º Tony Awards |                                              |                                          |            |
| Bill McCutcheon       | Anything Goes                                | Moonface Martin                          |            |
| Anthony Heald         | Anything Goes                                | Lord Evelyn Oakleigh                     |            |
| Werner Klemperer      | Cabaret                                      | Herr Schultz                             |            |
| Robert Westenberg     | Into the Woods                               | Cinderella's Prince / The Wolf           |            |
| 1989 43.º Tony Awards |                                              |                                          |            |
| Scott Wise            | Jerome Robbins' Broadway                     | Vários Personagens                       |            |
| Bunny Briggs          | Black and Blue                               | Hoofer                                   |            |
| Savion Glover         | Black and Blue                               | Younger Generation                       |            |
| Scott Wentworth       | Welcome to the Club                          | Aaron Bates                              |            |

### 1990
| Ano                     | Ator                                           | Musical                         | Personagem |
| ----------------------- | ---------------------------------------------- | ------------------------------- | ---------- |
| 1990 44.º Tony Awards   |                                                |                                 |            |
| Michael Jeter           | Grand Hotel                                    | Otto Kringelein                 |            |
| René Auberjonois        | City of Angels                                 | Buddy Fiddler / Irwin S. Irving |            |
| Kevin Colson            | Aspects of Love                                | George Dillingham               |            |
| Jonathan Hadary         | Gypsy                                          | Herbie                          |            |
| 1991 45.º Tony Awards   |                                                |                                 |            |
| Hinton Battle           | Miss Saigon                                    | John                            |            |
| Bruce Adler             | Those Were the Days                            | Vários Personagens              |            |
| Gregg Burge             | Oh, Kay!                                       | Billy Lyes                      |            |
| Willy Falk              | Miss Saigon                                    | Chris                           |            |
| 1992 46.º Tony Awards   |                                                |                                 |            |
| Scott Waara             | The Most Happy Fella                           | Herman                          |            |
| Bruce Adler             | Crazy for You                                  | Bela Zangler                    |            |
| Keith David             | Jelly's Last Jam                               | Chimney Man                     |            |
| Jonathan Kaplan         | Falsettos                                      | Jason                           |            |
| 1993 47.º Tony Awards   |                                                |                                 |            |
| Anthony Crivello        | Kiss of the Spider Woman                       | Valentin                        |            |
| Michael Cerveris        | The Who's Tommy                                | Tommy                           |            |
| Gregg Edelman           | Anna Karenina                                  | Constantin Levin                |            |
| Paul Kandel             | The Who's Tommy                                | Uncle Ernie                     |            |
| 1994 48.º Tony Awards   |                                                |                                 |            |
| Jarrod Emick            | Damn Yankees                                   | Joe Hardy                       |            |
| Tom Aldredge            | Passion                                        | Dr. Tambourri                   |            |
| Gary Beach              | Beauty and the Beast                           | Lumière                         |            |
| Jonathan Freeman        | She Loves Me                                   | Headwaiter                      |            |
| 1995 49.º Tony Awards   |                                                |                                 |            |
| George Hearn            | Sunset Boulevard                               | Max Von Mayerling               |            |
| Michel Bell             | Show Boat                                      | Joe                             |            |
| Joel Blum               | Show Boat                                      | Frank                           |            |
| Victor Trent Cook       | Smokey Joe's Cafe                              | Vários Personagens              |            |
| 1996 50.º Tony Awards   |                                                |                                 |            |
| Wilson Jermaine Heredia | Rent                                           | Angel Dumott Schunard           |            |
| Lewis J. Stadlen        | A Funny Thing Happened on the Way to the Forum | Senex                           |            |
| Brett Tabisel           | Big                                            | Billy                           |            |
| Scott Wise              | State Fair                                     | Pat Gilbert                     |            |
| 1997 51.º Tony Awards   |                                                |                                 |            |
| Chuck Cooper            | The Life                                       | Memphis                         |            |
| Joel Blum               | Steel Pier                                     | Buddy Becker                    |            |
| André De Shields        | Play On!                                       | Jester                          |            |
| Sam Harris              | The Life                                       | Jojo                            |            |
| 1998 52.º Tony Awards   |                                                |                                 |            |
| Ron Rifkin              | Cabaret                                        | Herr Schultz                    |            |
| Gregg Edelman           | 1776                                           | Edward Rutledge                 |            |
| John McMartin           | High Society                                   | Uncle Willie                    |            |
| Samuel E. Wright        | The Lion King                                  | Mufasa                          |            |
| 1999 53.º Tony Awards   |                                                |                                 |            |
| Roger Bart              | You're a Good Man, Charlie Brown               | Snoopy                          |            |
| Desmond Richardson      | Fosse                                          | Vários Personagens              |            |
| Ron Taylor              | It Ain't Nothin' But the Blues                 | Vários Personagens              |            |
| Scott Wise              | Fosse                                          | Vários Personagens              |            |

### 2000
| Ano                    | Ator                                           | Musical                        | Personagem |
| ---------------------- | ---------------------------------------------- | ------------------------------ | ---------- |
| 2000 54.º Tony Awards  |                                                |                                |            |
| Boyd Gaines            | Contact                                        | Michael Wiley                  |            |
| Michael Berresse       | Kiss Me, Kate                                  | Bill Calhoun / Lucentio        |            |
| Michael Mulheren       | Kiss Me, Kate                                  | Second Man                     |            |
| Stephen Spinella       | James Joyce's The Dead                         | Freddy Malins                  |            |
| Lee Wilkof             | Kiss Me, Kate                                  | First Man                      |            |
| 2001 55.º Tony Awards  |                                                |                                |            |
| Gary Beach             | The Producers                                  | Roger DeBris                   |            |
| Roger Bart             | The Producers                                  | Carmen Ghia                    |            |
| John Ellison Conlee    | The Full Monty                                 | Dave Butatinsky                |            |
| André De Shields       | The Full Monty                                 | Noah "Horse" T. Simmons        |            |
| Brad Oscar             | The Producers                                  | Franz Liebkind                 |            |
| 2002 56.º Tony Awards  |                                                |                                |            |
| Shuler Hensley         | Oklahoma!                                      | Jud Fry                        |            |
| Brian d'Arcy James     | Sweet Smell of Success                         | Sidney Falco                   |            |
| Gregg Edelman          | Into the Woods                                 | Cinderella's Prince / The Wolf |            |
| Marc Kudisch           | Thoroughly Modern Millie                       | Trevor Graydon                 |            |
| Norbert Leo Butz       | Thou Shalt Not                                 | Camille Raquin                 |            |
| 2003 57.º Tony Awards  |                                                |                                |            |
| Dick Latessa           | Hairspray                                      | Wilbur Turnblad                |            |
| Michael Cavanaugh      | Movin' Out                                     | Piano Man                      |            |
| John Dossett           | Gypsy                                          | Herbie                         |            |
| Corey Reynolds         | Hairspray                                      | Seaweed J. Stubbs              |            |
| Keith Roberts          | Movin' Out                                     | Tony                           |            |
| 2004 58.º Tony Awards  |                                                |                                |            |
| Michael Cerveris       | Assassins                                      | John Wilkes Booth              |            |
| John Cariani           | Fiddler on the Roof                            | Motel Kamzoil                  |            |
| Raúl Esparza           | Taboo                                          | Philip Salon                   |            |
| Michael McElroy        | Big River                                      | Jim                            |            |
| Denis O'Hare           | Assassins                                      | Charles Guiteau                |            |
| 2005 59.º Tony Awards  |                                                |                                |            |
| Dan Fogler             | The 25th Annual Putnam County Spelling Bee     | William Barfée                 |            |
| Marc Kudisch           | Chitty Chitty Bang Bang                        | Baron Bomburst                 |            |
| Michael McGrath        | Spamalot                                       | Patsy                          |            |
| Matthew Morrison       | The Light in the Piazza                        | Fabrizio Nacarelli             |            |
| Christopher Sieber     | Spamalot                                       | Sir Galahad                    |            |
| 2006 60.º Tony Awards  |                                                |                                |            |
| Christian Hoff         | Jersey Boys                                    | Tommy DeVito                   |            |
| Danny Burstein         | The Drowsy Chaperone                           | Aldolpho                       |            |
| Jim Dale               | The Threepenny Opera                           | Mr. Peachum                    |            |
| Brandon Victor Dixon   | The Color Purple                               | Harpo                          |            |
| Manoel Felciano        | Sweeney Todd: The Demon Barber of Fleet Street | Tobias Ragg                    |            |
| 2007 61.º Tony Awards  |                                                |                                |            |
| John Gallagher, Jr.    | Spring Awakening                               | Moritz Stiefel                 |            |
| Brooks Ashmanskas      | Martin Short: Fame Becomes Me                  | Vários Personagens             |            |
| Christian Borle        | Legally Blonde                                 | Emmett Forrest                 |            |
| John Cullum            | 110 in the Shade                               | H.C. Curry                     |            |
| David Pittu            | LoveMusik                                      | Bertolt Brecht                 |            |
| 2008 62.º Tony Awards  |                                                |                                |            |
| Boyd Gaines            | Gypsy                                          | Herbie                         |            |
| Daniel Breaker         | Passing Strange                                | Youth                          |            |
| Danny Burstein         | South Pacific                                  | Luther Billis                  |            |
| Robin de Jesús         | In the Heights                                 | Sonny                          |            |
| Christopher Fitzgerald | Young Frankenstein                             | Igor                           |            |
| 2009 63.º Tony Awards  |                                                |                                |            |
| Gregory Jbara          | Billy Elliot the Musical                       | Dad                            |            |
| David Bologna          | Billy Elliot the Musical                       | Michael Caffrey                |            |
| Marc Kudisch           | 9 to 5                                         | Franklin Hart Jr.              |            |
| Christopher Sieber     | Shrek the Musical                              | Lord Farquaad                  |            |
| Will Swenson           | Hair                                           | Berger                         |            |

### 2010
| Ano                    | Ator                                             | Musical                                 | Personagem |
| ---------------------- | ------------------------------------------------ | --------------------------------------- | ---------- |
| 2010 64.º Tony Awards  |                                                  |                                         |            |
| Levi Kreis             | Million Dollar Quartet                           | Jerry Lee Lewis                         |            |
| Kevin Chamberlin       | The Addams Family                                | Uncle Fester                            |            |
| Robin de Jesús         | La Cage aux Folles                               | Jacob                                   |            |
| Christopher Fitzgerald | Finian's Rainbow                                 | Og                                      |            |
| Bobby Steggert         | Ragtime                                          | Younger Brother                         |            |
| 2011 65.º Tony Awards  |                                                  |                                         |            |
| John Larroquette       | How to Succeed in Business Without Really Trying | J.B. Biggley                            |            |
| Colman Domingo         | The Scottsboro Boys                              | Mr. Bones                               |            |
| Adam Godley            | Anything Goes                                    | Lord Evelyn Oakleigh                    |            |
| Forrest McClendon      | The Scottsboro Boys                              | Mr. Tambo                               |            |
| Rory O'Malley          | The Book of Mormon                               | Elder McKinley / Moroni                 |            |
| 2012 66.º Tony Awards  |                                                  |                                         |            |
| Michael McGrath        | Nice Work If You Can Get It                      | Cookie McGee                            |            |
| Phillip Boykin         | Porgy and Bess                                   | Crown                                   |            |
| Michael Cerveris       | Evita                                            | Juan Perón                              |            |
| David Alan Grier       | Porgy and Bess                                   | Sporting Life                           |            |
| Josh Young             | Jesus Christ Superstar                           | Judas Iscariot                          |            |
| 2013 67.º Tony Awards  |                                                  |                                         |            |
| Gabriel Ebert          | Matilda the Musical                              | Mr. Wormwood                            |            |
| Charl Brown            | Motown: The Musical                              | Smokey Robinson                         |            |
| Keith Carradine        | Hands on a Hardbody                              | JD Drew                                 |            |
| Will Chase             | The Mystery of Edwin Drood                       | John Jasper / Mr. Clive Paget           |            |
| Terrence Mann          | Pippin                                           | King Charles                            |            |
| 2014 68.º Tony Awards  |                                                  |                                         |            |
| James Monroe Iglehart  | Aladdin                                          | Genie                                   |            |
| Danny Burstein         | Cabaret                                          | Herr Schultz                            |            |
| Nick Cordero           | Bullets Over Broadway                            | Cheech                                  |            |
| Joshua Henry           | Violet                                           | Flick                                   |            |
| Jarrod Spector         | Beautiful: The Carole King Musical               | Barry Mann                              |            |
| 2015 69.º Tony Awards  |                                                  |                                         |            |
| Christian Borle        | Something Rotten!                                | William Shakespeare                     |            |
| Andy Karl              | On the Twentieth Century                         | Bruce Granit                            |            |
| Brad Oscar             | Something Rotten!                                | Nostradamus                             |            |
| Brandon Uranowitz      | An American in Paris                             | Adam Hochberg                           |            |
| Max von Essen          | An American in Paris                             | Henri Baurel                            |            |
| 2016 70.º Tony Awards  |                                                  |                                         |            |
| Daveed Diggs           | Hamilton                                         | Marquis de Lafayette / Thomas Jefferson |            |
| Brandon Victor Dixon   | Shuffle Along                                    | Eubie Blake                             |            |
| Christopher Fitzgerald | Waitress                                         | Ogie                                    |            |
| Jonathan Groff         | Hamilton                                         | King George III                         |            |
| Christopher Jackson    | Hamilton                                         | George Washington                       |            |
| 2017 71.º Tony Awards  |                                                  |                                         |            |
| Gavin Creel            | Hello, Dolly!                                    | Cornelius Hackl                         |            |
| Mike Faist             | Dear Evan Hansen                                 | Connor Murphy                           |            |
| Andrew Rannells        | Falsettos                                        | Whizzer Brown                           |            |
| Lucas Steele           | Natasha, Pierre & The Great Comet of 1812        | Anatole Kuragin                         |            |
| Brandon Uranowitz      | Falsettos                                        | Mendel Weisenbachfeld                   |            |

## Múltiplos vencedores
| Três vencedores - Hinton Battle | Dois vencedores - David Burns - Boyd Gaines - Russell Nype - Hiram Sherman |

## Míltiplos nomeados
| Três Nomeações - René Auberjonois - Hinton Battle - Danny Burstein - Michael Cerveris - Gregg Edelman - Christopher Fitzgerald - Marc Kudisch - Scott Wise | Duas nomeações - Bruce Adler - Tom Aldredge - Roger Bart - Gary Beach - Joel Blum - Christian Borle - David Burns - Jack Cassidy - Robin de Jesús - André De Shields - Brandon Victor Dixon - Boyd Gaines - David Alan Grier - Harry Groener - Ronald Holgate - George S. Irving - Michael McGrath - John McMartin - Russell Nype - Brad Oscar - Gilbert Price - Charles Nelson Reilly - Michael Rupert - Hiram Sherman - Christopher Sieber - Brandon Uranowitz - Edward Winter - Samuel E. Wright |